# Distrito electoral de Horrell (condado de Frontier, Nebraska)
Horrell (en inglés: Horrell Precinct) es un distrito electoral ubicado en el condado de Frontier en el estado estadounidense de Nebraska. En el Censo de 2010 tenía una población de 33 habitantes y una densidad poblacional de 0,35 personas por km².

## Geografía
Horrell se encuentra ubicado en las coordenadas 40°33′49″N 100°16′32″O / 40.56361, -100.27556. Según la Oficina del Censo de los Estados Unidos, Horrell tiene una superficie total de 95.02 km², de la cual 94.97 km² corresponden a tierra firme y (0.06%) 0.06 km² es agua.

## Demografía
Según el censo de 2010, había 33 personas residiendo en Horrell. La densidad de población era de 0,35 hab./km². De los 33 habitantes, Horrell estaba compuesto por el 96.97% blancos, el 0% eran afroamericanos, el 3.03% eran amerindios, el 0% eran asiáticos, el 0% eran isleños del Pacífico, el 0% eran de otras razas y el 0% pertenecían a dos o más razas. Del total de la población el 3.03% eran hispanos o latinos de cualquier raza.